# Exodon paradoxus
Genre
Espèce
Exodon paradoxus est une espèce de poissons téléostéens de la famille des Characidae et de l'ordre des Characiformes. C'est la seule espèce du genre Exodon (monotypique).

## Au zoo
L'Aquarium du palais de la Porte Dorée détient un joli groupe (vidéo) de Exodon paradoxus.(07/2015) ; ils sont maintenus dans une grande cuve d'au moins 1 000 litres et en compagnie de Gobioides broussonnetii et quelques Loricariidae. Ils sont aisément observables lors d'une promenade dans l'Aquarium.